# Анджей Струг
А́нджей Струг (пол. Andrzej Strug, *28 листопада 1871 —†9 грудня 1937) — польський письменник, публіцист, політичний діяч.

## Життєпис
Походив зі збіднілої шляхетської родини Галецьких. При народженні отримав ім'я Тадеуш. Закінчив гімназію в Любліні. Навчався в інституті сільського господарства та лісівництва у Пулавах. З 1893 року брав участь у підпільній діяльності Польської соціалістичної партії (польською ППС).
В 1895 році заарештований у Варшаві. У 1897 році його було вислано до Архангельської губернії Російської імперії. Повернувшись до Польщі у 1900 році, навчався на філософському факультеті Яґеллонського університету в Кракові.
Протягом 1905—1907 років брав участь в революційних подіях у Варшаві. В цей час долучився до рядів ППС-лівиці. Водночас призначається редактором нелегального органу ППС «Gazeta ludowa» («Народна газета»).
У 1907 році, після висилки з країни, мешкав в Парижі, де зблизився із правим крилом ППС. У 1910 році він був одним з підписантів відкритого листа щодо поховання Юлія Словацького у Вавельському замку.
Після повернення з Франції, Струг вступив в організацію «Стрілець», і під час Першої світової війни воював в лавах Польського легіону Юзефа Пілсудського. У роки 1915—1918 він був політичним референтом в Польській військовій організації.
У 1918 році він брав участь в створенні Народного уряду, був заступником міністра пропаганди. У 1920 році стає одним із засновників масонської Великої Ложі Польського народу. Після 1926 року Струг відійшов від Пілсудського, зблизився з лівим крилом ППС. У 1928 році обирається членом Сенату.
У 1924 і 1935 роках обіймав посаду президента Союзу польських письменників, одним із засновників якого був сам Струг. У 1925 році він був нагороджений хрестом офіцера Ордену Відродження Польщі.
У 1934 році став главою Ліги з захисту прав людини і громадянина. Того ж року його відмовилися прийняти в свої ряди Польська академія літератури за негативну позицію Струга стосовно Берестейського процесу та діяльності концтабору у Березі Картузькій. Помер 1937 року у Варшаві.

## Творчість
Рання творчість Стурга формувалася під впливом Стефана Жеромського. Головною темою творів була революційна боротьба. У збірках новел «Люди підпілля» (1908 рік), «Із спогадів старого співчуваючого» (1909 рік), романі «Історія однієї бомби» (1910 рік) приділяється основна увагу внутрішньому світу героїв, змальоване повне труднощів і моральних конфліктів життя революціонерів-інтелігентів.
Роман «Нагорода за вірну службу» (1921 рік) присвячено діяльності Польського легіону Ю. Пілсудського. У романі «Покоління Марка Свиди» (1925 рік) дав критичну оцінку післявоєного польського життя.
Критиці капіталізму присвячені романи «Гроші» (1921 рік), «Кар'єра касира Спеванкевича» (1928 рік), що написані в манері експресіонистського гротеску.
Викриття злочинності загарбницької війни дано в трилогії «Жовтий хрест» (1933 рік). після смерті письменника було опубліковано його політичну сатиру на міжвоєнну Польщу — «У Ненадибах життя, що треба».

## Стиль
Для більшості творів характерні: пройнятий ліризмом стиль, прагнення розкрити незвичайні душевні стани героїв, не без схильності до сенсаційного висвітленню зображуваних подій.